# Nikola Perlić
Nikola Perlić (serb. Никола Перић, ur. 4 lutego 1912 w Slavonskim Brodzie, zm. 19 stycznia 1986 w Borovie) – jugosłowiański piłkarz narodowości chorwackiej występujący na pozycji pomocnika, reprezentant Jugosławii w latach 1936–1939.

## Kariera klubowa
Początki swojej kariery spędził w młodzieżowym klubie ŠK Proleter ze Slavonskiego Brodu, następnie przeniósł się do zespołu NK Marsonia, w którym grał w latach 1929–1933. Swój szczytowy pułap kariery zaliczył występując w barwach zespołu SK Jugoslavija, w którym stał się etatowym reprezentantem Jugosławii. Perlić występował w Jugoslaviji do 1937 roku, z której przeniósł się do francuskiego zespołu Olympique Lillois. Stamtąd po sezonie, w roku 1938 wrócił do Jugoslaviji, w której występował do roku 1940. Od sierpnia 1940 roku do września 1941 grał w zespole SK Bata Borovo, grając tam do roku 1945, kiedy to przeniósł się do klubu NK Slaven Borovo, gdzie w wieku aż 41 lat w roku 1953 skończył karierę. Wystąpił w trzech meczach reprezentacji Belgradu. Ośmiokrotnie w latach 1936–1939 wystąpił w reprezentacji Jugosławii, gdzie zdobył 3 gole.

## Kariera reprezentacyjna
W reprezentacji zadebiutował 6 września 1936 w towarzyskim meczu przeciwko Polsce, wygranym przez Jugosłowian 9:3, gdzie Perlić już w swoim debiucie strzelił aż 2 gole. Reprezentacyjną karierę zakończył 12 listopada 1939 przeciwko Węgrom rozgrywanym w Belgradzie, przegranym przez Jugosłowian 0:2. Najlepszy mecz w reprezentacji Perlić rozegrał 18 maja 1939 w meczu przeciwko Anglii, gdzie Perlić zdobył decydującego gola na 2:1. Perlić od roku 1938 do 1941 zdobywał tytuły najlepszego jugosłowiańskiego piłkarza.

## Styl gry
Był niskim piłkarzem, jednak dysponował dobrą techniką i dryblingiem. Bardzo dobrze wychodził do każdej piłki, świetnie walczył w środku pola, odznaczał się nieustępliwością, na czym bardzo cierpiał – w wieku 25 lat cudem ominęła go amputacja nogi.

## Życie prywatne
Po zakończeniu piłkarskiej kariery został aktywistą ruchu narodowowyzwoleńczego, dążącego do uzyskania niepodległości Chorwacji. Pracował jako nauczyciel wychowania fizycznego w zagrzebskich szkołach oraz krawiec.